# 劉隗
劉隗（273年—333年），字大連，彭城郡彭城縣叢亭里（今江蘇省徐州市）人。西漢楚元王劉交的後裔。兩晉時期的官員，在東晉時官至鎮北將軍。王敦之亂時率朝廷軍隊抵抗王敦失敗，投奔後趙。

## 生平
劉隗初任祕書郎，後升任冠軍將軍、彭城內史。八王之亂期間中原混亂，劉隗避亂渡江，獲當時為琅邪王的司馬睿任命為從事中郎。劉隗向來研究文史，又擅於探求別人心中之意，因此得到司馬睿器重，改任丞相司直，並讓他處理刑法之事。
劉隗上任後不畏權貴，先因建康（今江苏南京）府將擅取士兵而奏免護軍將軍戴淵、後又以居喪期間辦喜慶事分別彈劾世子文學王籍之、東閤祭酒顏含和廬江太守梁龕；更同時彈劾參與梁龕宴會的周顗等三十多人。及後又彈劾南中郎將王含選屬徇私，非以其才能選任。事件最後雖然平息，但王氏家族都十分忌恨劉隗。雖然如此，劉隗仍然不感畏懼，敢於上奏權貴有違禮法之事。
建武元年（317年），劉隗遷任御史中丞。太興初年，劉隗長時間兼任侍中，賜爵都鄉侯。後轉任丹陽尹。因元帝有意抗衡並擺脫朝中龐大王氏勢力，因此提拔並寵信劉隗和刁協，二人亦按元帝「以法御下」的方針，推行崇上抑下、排抑豪強的一系列「刻碎之政」，與王導、王敦等豪強勢力相對抗。雖然劉隗職位不在中央，但朝中所有機密事項都會知道，又曾向元帝表示王敦威權太盛，日後應不能制約，建議派心腹出鎮防備王敦。故此，元帝先於太興三年（320年）十二月派譙王司馬承出鎮湘州；太興四年（321年），元帝又以劉隗為鎮北將軍、都督青徐幽平四州諸軍事、青州刺史、假節，加散騎常侍，率萬人鎮淮陰。戴淵亦同時被派往出鎮合肥。這些舉動令王敦十分厭惡。王敦後曾寫信給劉隗，說劉隗應該和他同心，讓社稷安定，晉室才能長治久安，否則天下就再無希望；但劉隗在回書中卻堅持自己志向是要效忠皇室而已。王敦收到回覆後十分憤怒。
永昌元年（322年），王敦以誅劉隗为名，並宣告他多條罪狀，自武昌（今湖北鄂州）舉兵東下攻向建康，元帝於是召回戴淵和劉隗入衛建康。劉隗入建康時，百官於道上迎接，劉隗瀟灑發言，意氣自若。朝見元帝時更與刁協上奏請求誅殺王氏，但元帝最終不許，令劉隗始有懼色。後王敦逼近建康，劉隗奉命守金城，準備抵抗王敦。及後石頭城守將周札開門迎王敦軍入城，元帝於是命劉隗、刁協、王導等進攻石頭城，但都被王敦擊敗，最終建康被攻陷。劉隗兵敗後，與刁協一同入宮，元帝執二人的手，流著淚勸他們出走避禍，並派人馬護送二人。劉隗於是帶領妻子及親信數百人，投奔後趙石勒。
到後趙後，石勒任命劉隗為鎮南將軍，封列侯。官至從事中郎、太子太傅。劉隗後遷丞相石虎的左長史；後趙建平四年（即東晉咸和八年，333年），鎮守關中長安的河東王石生及鎮守洛陽的石朗舉兵討伐石虎，石虎於是領兵七萬攻打二人，劉隗亦随軍。石虎先滅石朗然後進攻石生，但石生將領郭權在潼關大破石虎前鋒石挺，劉隗亦戰死，享年六十一歲。

## 家庭

### 祖先
- 劉交，漢高祖劉邦之弟，西漢楚王。
- 刘茂，東漢司空。

### 父親
- 劉砥，曾任東光令。

### 伯父
- 劉訥，有人倫鑒識，官至司隸校尉。西晉時「二十四友」之一。

### 兒子
- 劉綏，駙馬都尉、奉朝請。王敦之亂時隨父奔後趙。

### 孫兒
- 劉波，起初在後趙任官，石虎死後投降東晉，官至散騎常侍。

## 延伸阅读
[在维基数据编辑]
 《晉書/卷069》，出自房玄齡《晉書》